# Ємилівка (Коростенський район)
Єми́лівка (колишня назва Емілін, Емелівка) — село в Україні, в Іршанській селищній територіальній громаді Коростенського району Житомирської області. Населення становить 186 осіб (2001).

## Населення
За даними перепису 2001 року населення села становило 186 осіб, з них 96,77 % зазначили рідною українську мову, 2,69 % — російську, а 0,54 % — польську.

## Історія
У 1906 році — Емілін, колонія Фасівської волості Житомирського повіту Волинської губернії. Відстань від повітового міста 54 версти, від волості 12. Дворів 56, мешканців 475.
У 1925—1935 роках село було центром національної польської сільської ради, якій також підпорядковувались такі населені пункти: Батютин (36 дворів, 190 мешканців), Добринська Гута (88 дворів, 412 мешканців), село Добринська (59 дворів, 147 мешканців), Копельня (45 дворів, 254 мешканців) і Томашівка (29 дворів, 147 мешканців). У самій Емілівці в 1928 році налічувалося 100 дворів і проживало 449 мешканців, серед яких 120 осіб становили поляки.
У 1932–1933 роках Емілівська сільська рада постраждала від Голодомору. Так у квітні 1932 року в селі Батютин за участі близько 30-40 місцевих жителів відбувся погром амбарів, де зберігався посівний матеріал і картопля, які були розібрані селянами на харчування.
До 10 серпня 2015 року село входило до складу Добринської сільської ради Володарсько-Волинського району Житомирської області.